# Lambs Anger
Lambs Anger är ett musikalbum av den franske electromusikern Mr. Oizo, som släpptes 2008.

## Låtlista
1. "Hun" - 2:12
2. "Pourriture 2" - 2:09
3. "Z" - 4:12
4. "Cut Dick" - 2:51
5. "Two Takes It" (feat. Carmen Castro) - 2:22
6. "Rank" - 1:37
7. "Bruce Willis Is Dead" - 3:20
8. "Jo" - 2:17
9. "Positif" - 2:51
10. "Lambs Anger" - 1:14
11. "Erreur Jean" (feat. Errorsmith) - 2:49
12. "Steroids" (feat. Uffie) - 2:39
13. "Gay Dentists" - 3:38
14. "Pourriture 7" - 3:25
15. "W" - 2:12
16. "Lars Von Sen" - 1:23
17. "Blind Concerto" - 3:21